# ラノーン県

ラノーン県
จังหวัดระนอง

- この項目は英語版を元に作成されています。

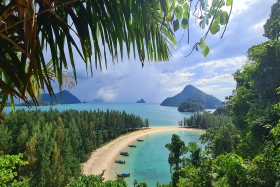
Ko Kam Tok Island (パヤム島)

ラノーン県（ラノーンけん、タイ語: จังหวัดระนอง ）はタイ王国・南部の県（チャンワット）の一つ。チュムポーン県、スラートターニー県、パンガー県に接し、ミャンマーとの国境を有する。また、アンダマン海にも面する。

## 地理
ラノーン県は狭い地形が大陸部とマレー半島南部を結ぶクラ地峡に位置する。県西部はプーケットとつながる山脈がある。この山脈にモンスーンが当たるため雨が非常に多く降り、ラノーン県はタイの県の中で一番雨の多い県である。雨期も長く8ヶ月も続くことで有名である。1955年には6699.5mmもの降水量が記録されている。ちなみに、タイ中部の平均降水量が1200mmである。
県内にはレムソン国立公園があり、マングローブ、熱帯の常緑樹林、ジュゴンなどが生息する海洋、海草の藻場、都市、農地など多様な生態系がある。特にタイ国内最大規模のマングローブを中心とした地域は1997年にユネスコの生物圏保護区に指定された。

## 歴史
中国福建省漳州出身の許泗漳（きょししょう）は1810年、マレーシアのペナンに流れ着き、そこで6年間過ごした後、ラノーン県と隣接する県であるパンガー県のタクワパー郡に渡来した。そこでビジネスを成功させたのち1844年、ルワン・ラッタナーセーティーと言う官位・欽錫名を得て、王室専属のスズ採掘者となった。後の1854年にはラーマ4世（モンクット）は許泗漳をルワンからプラヤー（官位）に昇格させラノーンの国主とした。
当時ラノーンはチュムポーン県の管轄下にあったが1864年には許泗漳の努力によりラノーンは周辺の地域と共にラノーン県に昇格し、その官位もプラからプラヤーへ昇格した。1882年、許泗漳の死去に伴い、その次男、許心広が新たなラヨーンの国主となり後の1896年、モントン・チュムポーンの省長へと昇進した。他の子供はクラやランスワンなどの地域の最高責任者として配属された。許泗漳の末っ子である許心美（プラヤー・ラッサダーヌプラディット）はトラン県の知事となり、1900年にはモントン・プーケットの省長に任命されている。しかしながら急激に勢力を拡大した許家のタイ南部における勢力が懸念され、1913年の許心美の死後は許家以外の人物がモントンの省長に任命されることとなる。
なお、許家は1916年にはすべての華人がタイ名を名乗るようになったが、この過程で名門であった許家は自分の家系を明確にするため「ナ・ラノーン」を名の後に付けるようになった。これがナ・ラノーン家である。

## 気候
ケッペンの気候区分では熱帯モンスーン気候である。雨季乾季の差がはっきりとしており、乾季が12月～3月であるのに対し、雨季は4月～11月と長期間にわたって続く。雨季は非常に降水量が多く、タイ国内でも有数の降水量を誇る。
| ラノーン (1981–2010)の気候                                                                      | ラノーン (1981–2010)の気候 | ラノーン (1981–2010)の気候 | ラノーン (1981–2010)の気候 | ラノーン (1981–2010)の気候 | ラノーン (1981–2010)の気候 | ラノーン (1981–2010)の気候 | ラノーン (1981–2010)の気候 | ラノーン (1981–2010)の気候 | ラノーン (1981–2010)の気候 | ラノーン (1981–2010)の気候 | ラノーン (1981–2010)の気候 | ラノーン (1981–2010)の気候 | ラノーン (1981–2010)の気候 |
| 月                                                                                              | 1月                        | 2月                        | 3月                        | 4月                        | 5月                        | 6月                        | 7月                        | 8月                        | 9月                        | 10月                       | 11月                       | 12月                       | 年                         |
| ----------------------------------------------------------------------------------------------- | -------------------------- | -------------------------- | -------------------------- | -------------------------- | -------------------------- | -------------------------- | -------------------------- | -------------------------- | -------------------------- | -------------------------- | -------------------------- | -------------------------- | -------------------------- |
| 最高気温記録 °C （°F）                                                                          | 36.4 (97.5)                | 38.3 (100.9)               | 39.6 (103.3)               | 39.1 (102.4)               | 38.7 (101.7)               | 35.3 (95.5)                | 34.8 (94.6)                | 34.0 (93.2)                | 34.5 (94.1)                | 35.2 (95.4)                | 35.4 (95.7)                | 35.0 (95)                  | 39.6 (103.3)               |
| 平均最高気温 °C （°F）                                                                          | 32.8 (91)                  | 34.1 (93.4)                | 35.0 (95)                  | 34.6 (94.3)                | 32.4 (90.3)                | 31.2 (88.2)                | 30.8 (87.4)                | 30.5 (86.9)                | 30.5 (86.9)                | 31.0 (87.8)                | 31.4 (88.5)                | 31.7 (89.1)                | 32.2 (90)                  |
| 日平均気温 °C （°F）                                                                            | 26.7 (80.1)                | 27.5 (81.5)                | 28.4 (83.1)                | 28.8 (83.8)                | 27.7 (81.9)                | 27.3 (81.1)                | 26.9 (80.4)                | 26.8 (80.2)                | 26.4 (79.5)                | 26.4 (79.5)                | 26.5 (79.7)                | 26.3 (79.3)                | 27.1 (80.8)                |
| 平均最低気温 °C （°F）                                                                          | 21.9 (71.4)                | 22.2 (72)                  | 23.4 (74.1)                | 24.6 (76.3)                | 24.7 (76.5)                | 24.5 (76.1)                | 24.3 (75.7)                | 24.2 (75.6)                | 23.9 (75)                  | 23.6 (74.5)                | 23.3 (73.9)                | 22.4 (72.3)                | 23.6 (74.5)                |
| 最低気温記録 °C （°F）                                                                          | 16.5 (61.7)                | 16.1 (61)                  | 18.5 (65.3)                | 19.8 (67.6)                | 22.3 (72.1)                | 21.8 (71.2)                | 21.4 (70.5)                | 21.6 (70.9)                | 21.4 (70.5)                | 20.2 (68.4)                | 19.3 (66.7)                | 16.5 (61.7)                | 16.1 (61)                  |
| 雨量 mm （inch）                                                                                | 10.0 (0.394)               | 16.0 (0.63)                | 65.2 (2.567)               | 152.6 (6.008)              | 496.6 (19.551)             | 649.4 (25.567)             | 620.7 (24.437)             | 789.1 (31.067)             | 646.5 (25.453)             | 424.5 (16.713)             | 151.3 (5.957)              | 45.5 (1.791)               | 4,068.4 (160.173)          |
| 平均降雨日数                                                                                    | 3.3                        | 3.5                        | 6.5                        | 11.8                       | 23.8                       | 24.4                       | 25.5                       | 27.4                       | 25.2                       | 23.8                       | 14.5                       | 5.8                        | 195.5                      |
| % 湿度                                                                                          | 72                         | 70                         | 71                         | 76                         | 83                         | 84                         | 85                         | 86                         | 86                         | 85                         | 80                         | 75                         | 79                         |
| 平均月間日照時間                                                                                | 232.5                      | 214.7                      | 201.5                      | 183.0                      | 155.0                      | 114.0                      | 114.7                      | 114.7                      | 108.0                      | 145.7                      | 174.0                      | 195.3                      | 1,953.1                    |
| 平均日照時間                                                                                    | 7.5                        | 7.6                        | 6.5                        | 6.1                        | 5.0                        | 3.8                        | 3.7                        | 3.7                        | 3.6                        | 4.7                        | 5.8                        | 6.3                        | 5.4                        |
| 出典1：Thai Meteorological Department                                                           |                            |                            |                            |                            |                            |                            |                            |                            |                            |                            |                            |                            |                            |
| 出典2：Office of Water Management and Hydrology, Royal Irrigation Department (sun and humidity) |                            |                            |                            |                            |                            |                            |                            |                            |                            |                            |                            |                            |                            |

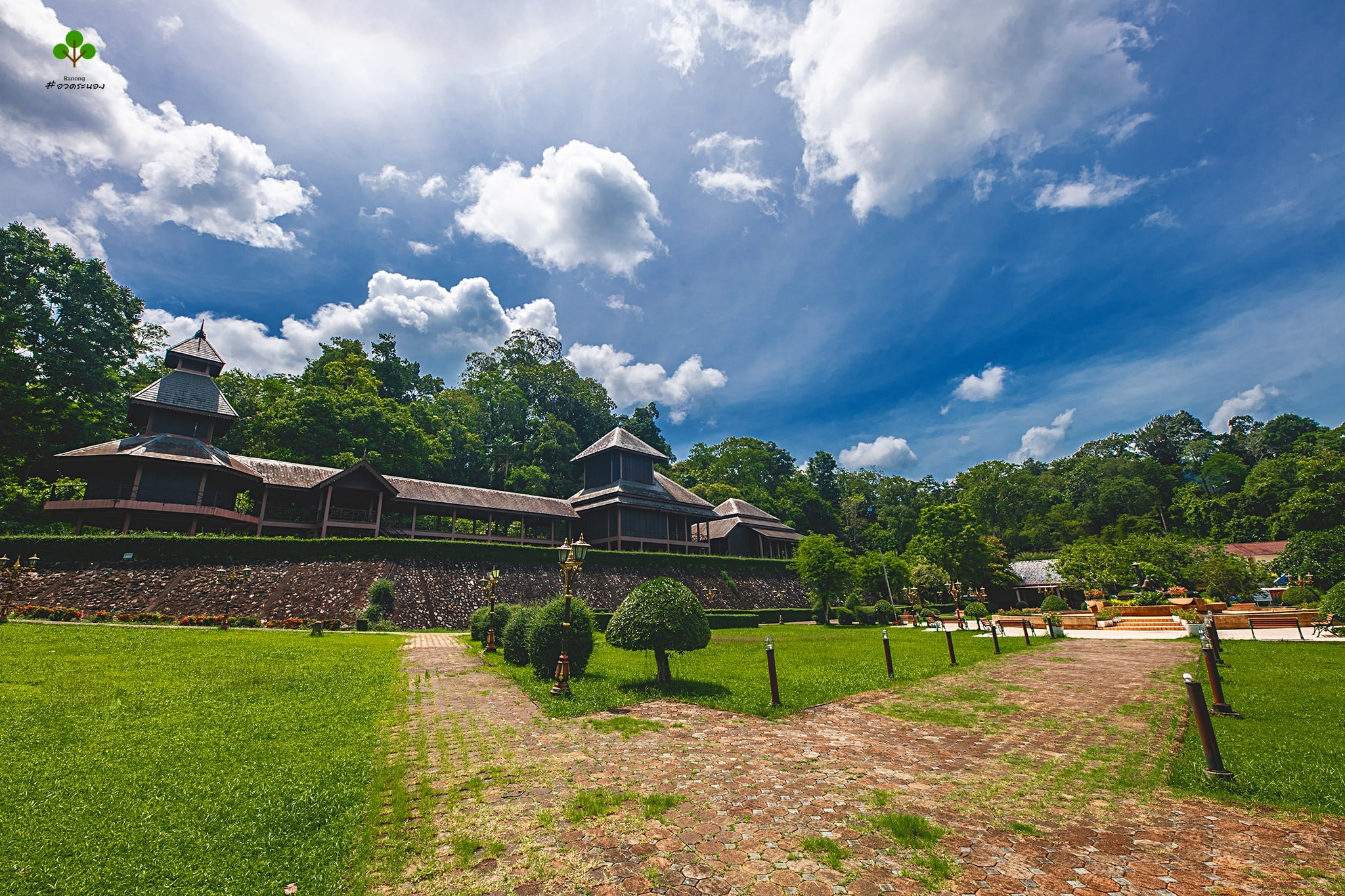
Rattanarangsan宮殿（ラノーン）

## 県章
県章に描かれている建物は、チャクリー王朝のラーマ5世が滞在したと伝えられるニウェートキーリー山にあるプラーサート・ラッタナーランサーン（宮殿）をデザインしたものである。
県木はオオバナサルスベリ（Lagerstroemia speciosa）、県花はランの花。

## 隣接する県
- タニンダーリ地方域
- チュムポーン県
- スラートターニー県
- パンガー県

## 行政区分
ラノーン県は5の郡（アムプー）にわかれ、その下位に30の町（タムボン）と、167の村（ムーバーン）がある。
1. ムアンラノーン郡
2. ラウン郡
3. カプー郡
4. クラブリー郡
5. スックサムラーン郡